# Borussia Fulda
Maillots
Le Borussia Fulda (Sport-Club Borussia 04 E.V. Fulda) est un club de football allemand basé à Fulda.

## Historique
- 1904 : fondation du club sous le nom de FC Borussia 1904 Fulda
- 1923 : le club est renommé 1. SV Borussia Fulda
- 1943 : fusion avec le Reichsbahn Fulda en 1. Reichsbahn SG Borussia Fulda
- 1945 : fermeture du club, puis refondation sous le nom de SC Borussia 04 Fulda

## Palmarès
- Gauliga Hessen : 1934, 1941, 1942, 1944
- Landesliga Hessen-Nord : 1990
- Oberliga Hessen : 1996, 2001

## Joueurs célèbres
- Sebastian Kehl
- Altin Lala